# Russian Red
Lourdes Hernández, dite Russian Red pour ses activités musicales, est une chanteuse et actrice espagnole, née le 20 novembre 1985 à Madrid.
Elle chante majoritairement en anglais, mêlant musique indépendante et folk,.
Son pseudonyme Russian Red (« rouge russe ») fait référence à un rouge à lèvres qu'elle utilise.

## Biographie
Lourdes Hernández fait la connaissance du musicien anglo-espagnol Brian Hunt à Londres et elle enregistre une maquette qui reçoit plus de 70 000 visites sur son site web MySpace. Elle fait plus tard plus de 60 concerts du circuit indie espagnol en 2007, comme le festival Primavera Sound.
En 2008, le producteur Fernando Vacas lui propose de faire son premier album, intitulé I Love Your Glasses, avec la compagnie de disques Eureka. Ses chansons sont utilisées dans plusieurs spots publicitaires et films.
En 2012, elle se produit au Rockstore à Montpellier.
Elle double Mérida pour les parties chantées dans le doublage espagnol du film d'animation Rebelle.
Elle commence par ailleurs une carrière d'actrice. Elle joue son premier rôle important en 2022 en interprétant le rôle-titre de Ramona fait son cinéma, premier long métrage de la réalisatrice Andrea Bagney.

## Discographie

### Albums
- I Love Your Glasses (2008)
- Fuerteventura (2011)
- Agent Cooper (2014)

### Singles
- They Don't Believe (2008)
- Cigarettes (2008)
- Pefect Time (2008)

### Collaborations
- Perfect Time (2008, avec Depedro)

## Filmographie

### Comme chanteuse ou musicienne
- 2010 : Habitación en Roma de Julio Medem - interprète de la chanson originale Strangers
- 2012 : Rebelle (film d'animation) de Mark Andrews et Brenda Chapman - voix chantée de Mérida dans le doublage espagnol

### Comme actrice
- 2010 : Inquilinos (série télévisée), épisode La vecina : la voisine
- 2013 : Presentimientos de Santiago Tabernero (es) : la réceptionniste
- 2017 : El Beso (court métrage) de David Priego : Francesca
- 2021 : The Pitch (court métrage) d'Eno Freedman Brodmann
- 2022 : Ramona fait son cinéma d'Andrea Bagney : Ramona
- prévu en 2023 : Un cuento perfecto (mini-série)

## Distinctions

### Récompenses
- Prix Pop-Eye 2008 : meilleur album débutant
- MTV Europe Music Awards 2011 : meilleur artiste espagnol
- Festival international du film de Brasilia 2022 : meilleure actrice dans un long métrage pour Ramona fait son cinéma

### Nominations
- Premios Miradas 2 2009 : meilleure proposition musicale
- Prix de la musique (es) (Premios de la Música) 2009 :
  - Meilleur auteur nouveau
  - Meilleur artiste nouveau
  - Meilleur album pop alternatif
- MTV Europe Music Awards 2011 : meilleur artiste européen
- Prix Goya 2011 : meilleure chanson originale pour Loving Strangers pour le film Habitación en Roma

## Réutilisations de ses chansons
- Another Mind dans le film Les Proies (El rey de la montaña) en 2007[6]
- Cigarettes dans le film  Camino en 2008)[7]
- No Past Land dans la série Cazadores de hombres en 2008[réf. nécessaire]
- Nice Thick Feathers dans une publicité pour Häagen Dazs en 2008)[8]